# Sankt Peter-Ording
Sankt Peter-Ording, commune d'Allemagne située dans le land du Schleswig-Holstein, dans  l'arrondissement de Frise-du-Nord (Nordfriesland), dans l'Amt Eiderstedt,  est une station balnéaire importante et une station thermale. Selon le nombre de nuitées enregistrées à Sankt Peter-Ording, le plus important du Schleswig-Holstein, la commune est la plus grande station balnéaire d'Allemagne.
La commune a été incorporée à l'Amt Eiderstedt.

## Personnalités liées à la ville
- Peter-Olaf Hoffmann (1947-), homme politique né à Sankt Peter-Ording.